# Sophie Tassignon
Sophie Tassignon (* 1980 in Brüssel) ist eine belgische Jazz- und Improvisationsmusikerin (Stimme) und Songwriterin. Seit 2008 lebt sie in Berlin.

## Leben und Wirken
Tassignon, die einen Teil ihrer Kindheit in Deutschland verbrachte, erhielt im Alter von vier Jahren ersten klassischen Klavierunterricht. Mit sechs Jahren gewann sie den ersten Preis bei Jugend musiziert in Hannover. Als Kind sang sie in einem Chor. Als Jugendliche lernte sie zudem fünf Jahre lang Schlagzeug und zwei Jahre lang Trompete, kehrte aber wieder zum Klavier und Gesang zurück. Außerdem schrieb sie Songs und experimentierte mit Mehrfachaufnahmen. Sie setzte ihre Ausbildung in Brüssel fort und besuchte die Deutsche Schule Brüssel. Dann besuchte sie das Königliche Konservatorium Brüssel, wo sie einen Master-Abschluss erwarb. Nebenbei studierte sie Jazzpiano und nahm klassischen Gesangsunterricht.
2005 gründete Tassignon das A-cappella-Projekt Screaming Bitches mit den Sängerinnen Anu Junnonen, Elena Dunkelman und Jacobien Vlasman, das durch die europäischen Jazzclubs tourte. Mit der von ihr geleiteten Gruppe Zoshia veröffentlichte sie 2006 Moon Talk. 2008 legte sie gemeinsam mit ihrem damaligen Ehemann Peter van Huffel, Bassist Michael Bates und Posaunist Samuel Blaser das Album Hufflignon vor. Mit dem britischen Elektroniker Sizuzmon Vincent, der sie in die Möglichkeiten der elektroakustischen Musik eingeführte, bildete sie das elektroakustische Duo Charlotte & Mr. Stone, das Klangtexturen und Kompositionen in einem Live-Kontext aufführte. Das Duo veröffentlichte zunächst 2011 beim Label Vision of Sound das Album Trees & Birds & Beautiful Things.
Daneben arbeitete Tassignon für Inszenierungen der polnischen Theaterregisseurin Elzbieta Bednarska. 2013 gründete sie zusammen mit der Songwriterin, Sängerin und Saxophonistin Susanne Folk die Band Folk-Tassignon Quartett (ab 2015 Azolia), die in Europa und China auf Tournee war und 2014 mit Lothar Ohlmeier an der Bassklarinette und Andreas Waelti am Kontrabass das erste Album Dancing on the Rim (Ajazz/NRW Records) veröffentlichte. Die Gruppe gastierte auf dem Jazzfestival Viersen und auf anderen Festivals. 2020 erschien ihr Soloalbum Mysteries Unfold.

## Diskographische Hinweise
- Zoshia: Moon Talk (Alone Blue 2006)
- Peter van Huffel / Sophie Tassignon: Hufflignon (Clean Feed Records 2008)
- Act One: House of Mirrors (WismART 2014, mit Miles Perkin, Peter van Huffel, Julie Sassoon)
- Azolia: Everybody Knows (Ajazz 2017)
- Mysteries Unfold (RareNoise/Cargo 2020)
- Azolia: Not About Heroes (Jazzwerkstatt Berlin 2021)
- Khyal (W.E.R.F., 2023, mit Peter van Huffel, Hub Hildenbrand, Roland Fidezius, Matthias Ruppnig sowie Lina Allemano)
- A Slender Thread (NEMU, 2025, mit Kevin Patton)